# خدمات پستی ایالات متحده آمریکا
خدمات پستی ایالات متحدهٔ آمریکا (به انگلیسی: United States Postal Service، به اختصار USPS) یک شعبهٔ مستقل از دولت ایالات متحدهٔ آمریکا می‌باشد که در سال ۱۹۷۱ میلادی به عنوان «نظام مستقل از قوهٔ مجریه» تأسیس شد و مسئول ارائهٔ خدمات پستی در ایالات متحدهٔ آمریکا است. این آژانس یکی از چند سازمان دولتی می‌باشد که به صراحت توسط قانون اساسی ایالات متحده مجاز اعلام شده‌است. در داخل ایالات متحده، این آژانس قبلاً به عنوان «پست آفیس» یا «پست ایالات متحده» نامیده می‌شد. امروزه به عنوان «خدمات پستی» به صورت عامیانه و به طور رسمی به عنوان «خدمات پستی ایالات متحده» از آن یاد می‌شود.
USPS برای اولین بار توسط بنجامین فرانکلین در فیلادلفیا در سال ۱۷۷۵ با دستور از دومین کنگرهٔ قاره‌ای تأسیس شد. وزارت اداره پست از عملکرد فرانکلین در سال ۱۷۹۲ به عنوان بخشی از کابینه ایالات متحده به‌وجود آمده بود و پس از آن به شکل کنونی آن در سال ۱۹۷۱ تحت قانون تنظیم مجدد پستی تبدیل شد.
از زمان دوباره‌سازماندهی آن به یک سازمان مستقل، USPS به سازمانی خودکفا تبدیل‌شده‌است و از اوایل دههٔ ۱۹۸۰به طور مستقیم مالیاتِ مالیات‌دهندگان را به استثنای کمک‌های مالی بسیار خرد برای هزینه‌های مرتبط با ازکارافتادگان و برون‌مرزی، دریافت نمی‌کند. با این حال، در حال حاضر از خزانه‌داری ایالات متحدهٔ آمریکا پول قرض می‌کند و به پرداخت کسری‌های بودجه می‌پردازد. کاهش حجم پست‌ها، با توجه به افزایش استفاده از ایمیل، خدمات پستی را وادار کرده که در حالی که هزینه‌هایش را برای حفظ تعادل مالی کاهش می‌دهد به منابع دیگر درآمد نگاه کند.
تا پیش از ۱۹۲۰ میلادی، مردم آمریکا می توانستند کودکان را پست کنند.
این شرکت با استخدام ۵۹۶٬۰۰۰ کارمند و داشتن بیش از ۲۱۸٬۰۰۰ دستگاه خودرو، دومین کمپانی بزرگ در ایالات متحده (پس از وال مارت) برای داشتن بیشترین تعداد کارمند و بزرگترین ناوگان خودروهای غیرنظامی در جهان است. USPS موظف به ارائه نرخ و کیفیت یکسان بدون در نظر گرفتن موقعیت جغرافیایی برای تمام اتباع ایالات متحدهٔ آمریکا است. کمپانی دسترسی منحصربه‌فردی به صندوق‌های پستی دارد که به صورت «پست ایالات متحده» مشخص شده‌است و با خدمات تحویل خصوصی بسته رقابت می‌کند که آن‌ها بسته‌ها را در صندوق پستی قرار نمی‌دهند و فقط در جلوی در منزل اگر کسی خانه نباشد می‌گذارند.

## برابرهای انگلیسی
1. ↑  Post Office
2. ↑  U.S. Mail
3. ↑  Postal Service
4. ↑  U.S. Postal Service